# 昭和33年台風第11号
昭和33年台風第11号（しようわ33ねんたいふうだい11ごう、国際名：Alice）は、1958年7月に静岡県に上陸した台風である。

## 概要

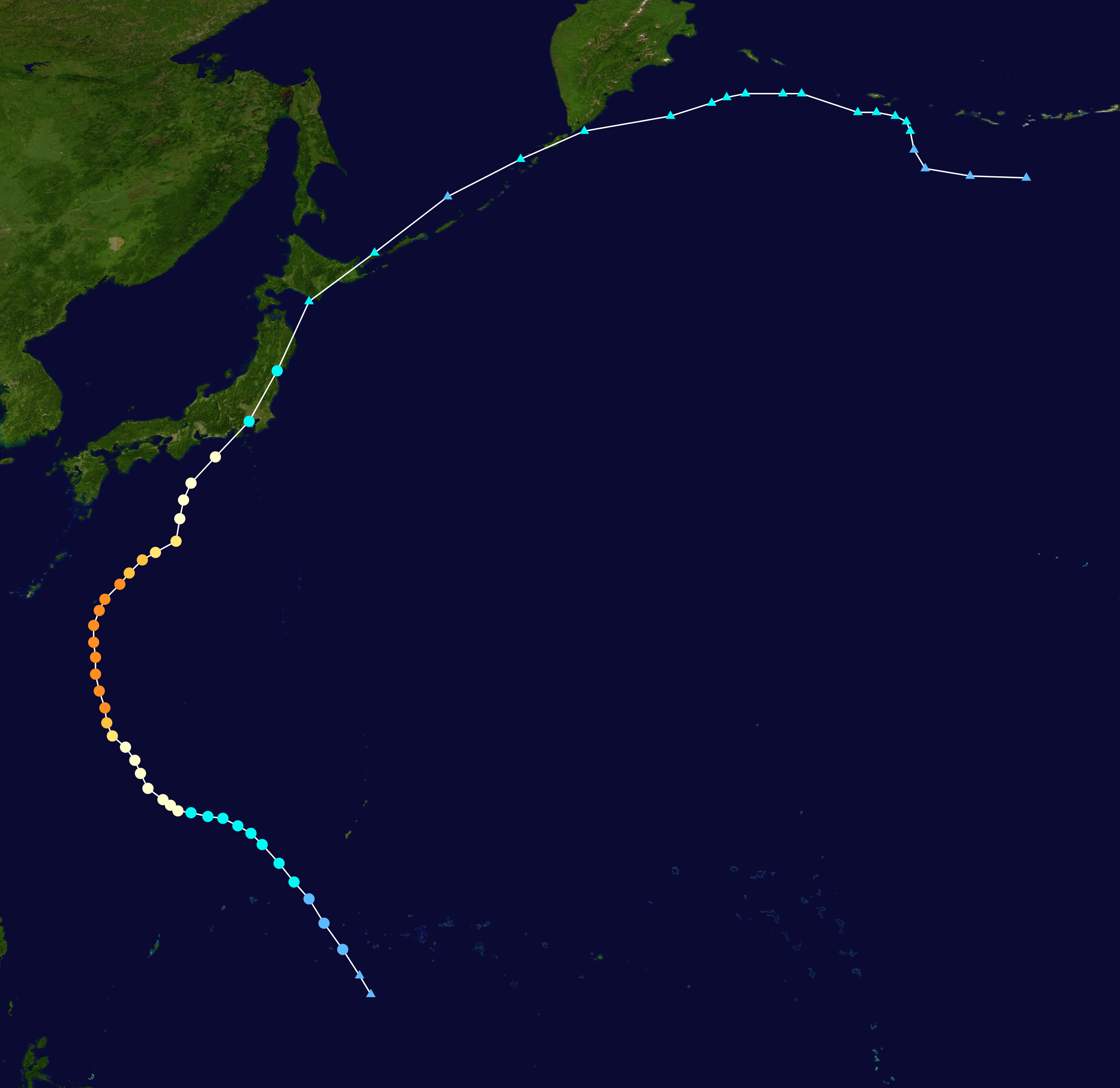
進路図

1958年7月14日に、カロリン諸島付近で発生した台風11号は、北上して23日に静岡県御前崎付近に上陸し、関東地方を通過。24日にカムチャッカ半島付近で温帯低気圧に変わった。

## 影響・被害
台風の影響で、東京湾では高潮が発生したほか、満潮時の中川が決壊するなどし、江東区や江戸川区など東京の下町地域で浸水被害が発生。関東地方から北日本にかけて被害が相次いだ。東京都建設局の資料では、潮位2.89A.P.m（A.P.は荒川水系で用いられる霊岸島量水標の最低潮位Arakawa Peil）、床上浸水家屋13,459（戸）、床下浸水家屋22,970（戸）、死傷者133（人）としている。
山形県でも山岳地帯で豪雨となり、県内各地で河川が氾濫して、死者1人、負傷者2人、全壊家屋6戸、半壊41戸、床上浸水1,205戸という被害が発生した。また北海道でも多数の死傷者が出た。22日夜、神奈川県逗子市では、台風による強風と高波により海の家全軒が全半壊した。
また、台風通過後も停滞前線の影響で各地で豪雨となり、岐阜県の飛騨川流域では濁流による被害が発生した。石川県でも連日大雨となり、特に七尾市では家屋の倒壊や橋の流失などで被害が深刻となった。長野県では梓川が氾濫し、上高地へ続く道路は山崩れで不通となった。このため、島々駅では立ち往生となった登山者で溢れた。また上高地や乗鞍岳で2,000人以上が閉じ込められたという。
この台風による全国の被害は、死者26人・行方不明者14人・負傷者64人・住家損壊1,089棟・住家浸水46,243棟などとなり、被害総額は43億円にものぼった。
なお、1958年の関東地方はこの台風の他にも、台風21号や狩野川台風（台風22号）などに襲われている。